# Heliophisma maculilinea
Heliophisma maculilinea är en fjärilsart som beskrevs av Embrik Strand 1914. Heliophisma maculilinea ingår i släktet Heliophisma och familjen nattflyn. Inga underarter finns listade i Catalogue of Life.